# Fränzi Aufdenblatten
Franziska Christine »Fränzi« Aufdenblatten, švicarska alpska smučarka, * 10. februar 1981, Zermatt.
Nastopila je na treh olimpijskih igrah, najboljšo uvrstitev je dosegla leta 2014, ko je bila šesta v superveleslalomu. V petih nastopih na svetovnih prvenstvih je najboljšo uvrstitev dosegla leta 2007 s štirinajstim mestom v smuku, trikrat je bila tudi petnajsta. V svetovnem pokalu je tekmovala petnajst sezon med letoma 2000 in 2014 ter dosegla eno zmago in še tri uvrstitve na stopničke. V skupnem seštevku svetovnega pokala je bila najvišje na osemnajstem mestu leta 2004, leta 2006 je bila peta v smukaškem seštevku.